# Moritz Alsberg
Moritz Alsberg (* 6. Februar 1840 in Kassel; † 28. Juni 1920 ebenda) war ein deutscher Arzt und Anthropologe.

## Leben
Alsberg studierte ab 1859 an der Philipps-Universität Marburg und ab 1860 an der Georg-August-Universität Göttingen Medizin. Er wurde im Corps Teutonia Marburg und im Corps Hannovera Göttingen aktiv. Als Inaktiver wechselte er an die Julius-Maximilians-Universität Würzburg und die Friedrich-Wilhelms-Universität zu Berlin.  1863 wurde er in Marburg zum Dr. med. promoviert. Nach dem Staatsexamen war er von 1864 bis 1877 praktischer Arzt in der Kapkolonie. Er unternahm in Südafrika mehrere Reisen für morphologisch-ethnologische Studien. Er kehrte 1878 als wohlbegüterter Mann nach Deutschland zurück und ließ sich in seiner Heimatstadt nieder. Er galt als Nestor der Kasseler Ärzte. Nach langem Siechtum starb er als 80-jähriger Sanitätsrat. Seine Witwe starb am 24. November 1921.
Als die Erreger von Cholera und Tuberkulose von Robert Koch entdeckt worden waren, erwartete Alsberg auf der Naturforschertagung 1883 in Freiburg das baldige Verschwinden solcher Krankheiten. Als jüdischen Anthropologen beschäftigte ihn die Frage, ob die Juden ihre „Stammesreinheit durch Isoliertheit und Abgeschiedenheit erhalten“ hätten oder ob sie ein „Rassengemisch“ seien. „Leider nahm er aus dem inzwischen eingetretenen Umschwung in dem Verhältnisse der Corps zu den jüdischen Studenten Anlaß, sich von jeder Betätigung als Angehöriger eines Corps fernzuhalten.“

## Schriften
- Die gesunde Wohnung. Habel, Berlin 1883 (Digitalisat)
- Die Anfänge der Eisenkultur. Berlin 1885
- Die Rassenmischung im Judenthum. Hamburg 1891 (Digitalisat)
- Anthropologie mit Berücksichtigung der Urgeschichte des Menschen, 2. Auflage. Stuttgart 1892
- Rechtshändigkeit und Linkshändigkeit, sowie deren muthmaßliche Ursachen. Stuttgart 1894
- Die Grundlagen des Gedächtnisses, der Vererbung, der Instinkte. 1906
- Die Abstammung des Menschen und die Bedingungen seiner Entwicklung. 1902 (Nachdruck Kessinger Publishing, September 2010)
- Die ältesten Spuren des Menschen in Australien. O. O., o. J.